# DOC2A
DOC2A (англ. Double C2 domain alpha) – білок, який кодується однойменним геном, розташованим у людей на короткому плечі 16-ї хромосоми. Довжина поліпептидного ланцюга білка становить 400 амінокислот, а молекулярна маса — 43 959.
| 10         |  | 20         |  | 30         |  | 40         |  | 50         |
| ---------- |  | ---------- |  | ---------- |  | ---------- |  | ---------- |
| MRGRRGDRMT |  | INIQEHMAIN |  | VCPGPIRPIR |  | QISDYFPRGP |  | GPEGGGGGGG |
| EAPAHLVPLA |  | LAPPAALLGA |  | TTPEDGAEVD |  | SYDSDDATAL |  | GTLEFDLLYD |
| RASCTLHCSI |  | LRAKGLKPMD |  | FNGLADPYVK |  | LHLLPGACKA |  | NKLKTKTQRN |
| TLNPVWNEDL |  | TYSGITDDDI |  | THKVLRIAVC |  | DEDKLSHNEF |  | IGEIRVPLRR |
| LKPSQKKHFN |  | ICLERQVPLA |  | SPSSMSAALR |  | GISCYLKELE |  | QAEQGQGLLE |
| ERGRILLSLS |  | YSSRRRGLLV |  | GILRCAHLAA |  | MDVNGYSDPY |  | VKTYLRPDVD |
| KKSKHKTCVK |  | KKTLNPEFNE |  | EFFYEIELST |  | LATKTLEVTV |  | WDYDIGKSND |
| FIGGVSLGPG |  | ARGEARKHWS |  | DCLQQPDAAL |  | ERWHTLTSEL |  | PPAAGALSSA |
|            |  |            |  |            |  |            |  |            |

A: Аланін

C: Цистеїн

D: Аспарагінова кислота

E: Глутамінова кислота

F: Фенілаланін

G: Гліцин

H: Гістидин

I: Ізолейцин

K: Лізин

L: Лейцин

M: Метіонін

N: Аспарагін

P: Пролін

Q: Глутамін

R: Аргінін

S: Серин

T: Треонін

V: Валін

W: Триптофан

Задіяний у таких біологічних процесах, як екзоцитоз, альтернативний сплайсинг. 
Білок має сайт для зв'язування з іоном кальцію, іонами кальцію та фосфоліпідами. 
Локалізований у мембрані, клітинних контактах, цитоплазматичних везикулах, лізосомі, синапсах, синаптосомах.